# 环辐丝瓣芹
环辐丝瓣芹（学名：Acronema radiatum）为伞形科丝瓣芹属的植物。分布在锡金以及中国大陆的西藏等地，生长于海拔3,800米的地区，多生于山坡林下湿地，目前尚未由人工引种栽培。